# Prix Maurice-Gillois
Groupe I
Le prix Maurice-Gillois est une course hippique de steeple-chase se déroulant au mois de novembre sur l'hippodrome d'Auteuil. Elle a été créée en 1941.
C'est une course de groupe I réservée aux chevaux de 4 ans. Elle se court sur 4 400 mètres. L'allocation pour l'année 2014 est de 350 000 €.

## Palmarès depuis 2000
| Année | Vainqueur         | S/A | Pays   | Père             | Jockey           | Entraîneur               | Propriétaire                     | Deuxième         | Troisième         |
| ----- | ----------------- | --- | ------ | ---------------- | ---------------- | ------------------------ | -------------------------------- | ---------------- | ----------------- |
| 2024  | Kaadam            | H/4 | France | Saint des Saints | Gaëtan Masure    | Alain Chaillé-Chaillé    | Macauley/Peake/éc. de Montmirail | Kentucky Woods   | Royal Saga        |
| 2023  | Amy du Kiff       | H/4 | France | Kapgarde         | Leo-Paul Brechet | Gab. Leenders            | Ec. Nosat, Kerisel, Arion        | Jazzy Senam      | Jost              |
| 2022  | Gessy Raiselle    | F/4 | France | Gemix            | James Reveley    | David Cottin             | P. Degroote                      | Diamond Carl     | In Love           |
| 2021  | Let me Love       | F/4 | France | Authorized       | O. Jouin         | W. Menuet                | Elevage Menuet                   | Sel Jem          | Gold Tweet        |
| 2020  | Le Berry          | H/4 |        | Gemix            | K. Nabet         | D. Cottin                | Gemini Stud                      | Galleo Conti     | Magrudy           |
| 2019  | Figuero           | H/4 |        | Yeats            | A. Zuliani       | F. Nicolle               | Jacques Detre                    | Kapdam           | Thrilling         |
| 2018  | Cicalina Ger      | F/4 |        | Santiago         | B. Lestrade      | Europ. Horses Services   | J. Bisson / AS & D Allard        | Epi Sacre        | Eddy de Balme     |
| 2017  | On the Go         | H/4 |        | Kamsin           | J. Reveley       | Europ. Horses Services   | Patrick Papot                    | Edward d'Argent  | Srelighonn        |
| 2016  | Carriacou         | H/4 |        | Califet          | S. Paillard      | I. Pacault               | Ecurie Mirande                   | Sainte Turgeon   | Paulougas         |
| 2015  | So French         | H/4 |        | Poliglote        | J. Reveley       | Europ. Horses Services   | Succ. Magalen Bryant             | Kobrouk          | Karelcytic        |
| 2014  | Royale Flag       |     |        |                  | Régis Schmidlin  | Francois-Marie Cottin    | Gérard Augustin-Normand          | My Name Is Nick  | Rasique           |
| 2013  | Milord Thomas     |     |        |                  | Jacques Ricou    | Dominique Bressou        | Mme M.Bryant                     | Polidam          | Square Beaujon    |
| 2012  | Utopie Des Bordes |     |        |                  | Philip Carberry  | Francois-Marie Cottin    | Jean-Pierre Sénéchal             | Fago             | Symphonie D'Anjou |
| 2011  | Halley            |     |        |                  | David Cottin     | Tom George               | Pjl Racing                       | Dumet            | Le Tranquille     |
| 2010  | Kauto Stone       |     |        |                  | Christophe Pieux | Jehan Bertran de Balanda | Mme L.M Kemble                   | Still Loving You | Lucky To Be       |
| 2009  | Long Run          |     |        |                  | David Cottin     | Guillaume Macaire        | Robert Waley-Cohen               | Rubi Ball        | Royale François   |
| 2008  | Oculi             |     |        |                  | Dean Gallagher   | Francois-Marie Cottin    | Jacques Détré                    | Loulia           | Queen Des Places  |
| 2007  | Top of the Sky    |     |        |                  | Raymond O'Brien  | Sylvain Loeuillet        | Mme X.Bozo                       | Remember Rose    | Polar Rochelais   |
| 2006  | Or Noir De Somoza |     |        |                  | Christophe Pieux | Arnaud Chaillé-Chaillé   | Sean Mulryan                     | Scarlet Row      | Forzy Origny      |
| 2005  | Polivalente       |     |        |                  | Christophe Pieux | Arnaud Chaillé-Chaillé   | Sean Mulryan                     | Bénéfique        | Nobel de Ré       |
| 2004  | Cyrlight          |     |        |                  | Christophe Pieux |                          |                                  |                  |                   |
| 2003  | Ladykish          |     |        |                  |                  |                          |                                  |                  |                   |
| 2002  | Le Chablis        |     |        |                  |                  |                          |                                  |                  |                   |
| 2001  | Japhet            |     |        |                  |                  |                          |                                  |                  |                   |
| 2000  | Douze Douze       |     |        |                  |                  |                          |                                  |                  |                   |